# دونالد تومسون (عالم إنسان)
دونالد تومسون (بالإنجليزية: Donald Thomson)‏ هو عالم إنسان وعالم طيور أسترالي، ولد في 26 يونيو 1901 في ملبورن في أستراليا، وتوفي بنفس المكان في 12 مايو 1970.